# Чик Корија
Армандо Ентони Корија (енгл. Armando Anthony Corea; Челси, 12. јун 1941 — Тампа, 9. фебруар 2021) био је амерички џез пијаниста и композитор.
Половином 1960-их година започиње каријеру, а у врх га лансира сарадња са Мајлсом Дејвисом из периода 1968—1970. година, када Дејвисов бенд, у коме свира и Корија, поставља темеље џез фјужн правца, тј. комбинације џеза и рока. Током 1970-их година Корија предводио је састав Ритерн ту Форевер, у коме свирају познати Стенли Кларк (бас), Аирто Мореира (удараљке), Џо Фарел (саксофон), Ал ди Меола (гитара) и други, и даље продукујући врхунску фјужн музику, често са доста латинског утицаја. Истовремено је сарађивао са вибрафонистом Гаријем Бартоном на више албума.
Касније је имао неколико група, а свирао и у другим комбинацијама. Поред џеза, свирао је и класичну музику, па је компоновао клавирске концерте и свирао је са Лондонским филхармонијским оркестром. Свирао је како акустични, тако и електрични клавир.